# Tour della nazionale maschile di rugby a 15 della Scozia 2005
A giugno 2005 la Nazionale scozzese di rugby a 15 intraprese un brevissimo tour di un solo test match in Romania contro la locale compagine, da disputarsi al Dinamo Stadion di Bucarest.
La Scozia proveniva da una situazione deficitaria, in quanto il precedente C.T. Matt Williams aveva rassegnato le dimissioni dopo un parziale negativo di 14 sconfitte nelle precedenti 17 partite; a sostituto a interim fu designato Frank Hadden, il quale presentò una squadra con due esordienti, Kelly Brown e Scott Lawson.
L'incontro iniziò subito in salita per gli scozzesi, in quanto la Romania si portò sul 10-0 in 4 minuti grazie a una meta di Săuan trasformata da Dumbravă e un piazzato ancora di Dumbravă.
La formazione di Hadden si riprese quasi subito e già prima della fine del primo tempo ribaltò il risultato con tre mete (Murray, Henderson e Paterson) per poi consolidare nel secondo tempo a fronte di una Romania che mise a segno solo altri tre piazzati.
Il risultato finale fu 39-19 per la Scozia; grazie a tale risultato Hadden pose le basi per proporsi come tecnico titolare, incarico che gli fu in effetti offerto qualche mese più tardi.

## L'incontro
| Arbitro: | Dave Pearson |

|                         |      |                                                                      |
| 2’ Săuan                | mt   | 22’ Murray 28’ Henderson 36’ Paterson 52’ Lawson 65’ Parks 79’ Brown |
| 2’ Dumbravă             | tr   | 22’, 28’, 65’ Paterson                                               |
| 4’, 40+3’, 47’ Dumbravă | c.p. | 43’ Paterson                                                         |